# Hadrodactylus insignis
Hadrodactylus insignis là một loài tò vò trong họ Ichneumonidae.